# 2011年の欧州における腸管出血性大腸菌感染事件
2011年の欧州における腸管出血性大腸菌感染事件は、2011年5月以降、ヨーロッパの広範囲で発生している腸管出血性大腸菌O104による大規模な集団感染事件のことである。最後に発症が報告されたのが2011年6月26日であり、その時点で14カ国で42人（うち溶血性尿毒症症候群（HUS）によるものが36人）の死者を出し、罹患者は3,934人にのぼっている。。患者の多くは成人女性であり、死者の8割は大人である。

## 経過
5月中旬に、ドイツ北部で下痢症状を訴える患者が増加、ハンブルクやブレーメンなどを中心に患者が増加した。5月21日にハノーファー近郊で83歳の女性が亡くなったのを皮切りに罹患者が急増し、6月1日までにドイツ国内にとどまらず、オーストリア、デンマーク、オランダ、フランス、スペイン、スウェーデン、スイス、イギリス、アメリカ合衆国など13か国で感染例が確認された。

## 各国の状況

### ドイツ
最も感染が拡大しているドイツでは6月23日までに42人が死亡、3,688人が感染したことが報告されている。5月30日までに亡くなった犠牲者13名のうち12名が女性でありその大部分は国内北部に集中しているがノルトライン＝ヴェストファーレン州でも91歳の女性が亡くなった。

### スペイン
5月22日に行われたハンブルクマラソンに出場するため、ドイツを訪れた40代の女性1人が感染したのみである。彼女はレース中から不調を訴えレース終了後ハンブルク市内の病院に運ばれた。彼女はドイツ滞在中キュウリを食べていなかったが生野菜や果物は食べていた。

### スウェーデン
ドイツを訪れていた女性1人が帰国後ボロースで亡くなっている。また5月31日時点で41人が感染しておりそのうちの15人は重症となっている。

### チェコ
ドイツに短期滞在していたアメリカ人女性旅行者1名が感染したことが報告されている。

### デンマーク
翌5月30日時点で14人が感染、26人が感染した疑いが持たれている。彼らはいずれもドイツ産のキュウリ、レタス、トマト、スペイン産のキュウリを食べていなかったことが発表されている。このうち7人は腎不全となった。

### オランダ
ドイツを訪れていた5人が感染、そのうちの4人はHUSを発症している。オランダからドイツへのキュウリ輸出も停止されていたが、オランダ農芸協会が調査したところ、オランダの野菜には腸管出血性大腸菌（EHEC）が含まれていないことが確認されている。

### ノルウェー
1名の罹患が確認されている。

### イギリス
ドイツを訪れた7人が感染、3人はHUSを併発している。グロスタシャーにある小学校で12人の児童および4人の両親が腸管出血性大腸菌に感染している。

### スイス
6月1日までに2人の感染が報告されている。

### ポーランド
ハンブルクを訪問していた女性が重症となっていることが5月30日に発表された。少なくとも467人が感染している。

### アメリカ合衆国
ドイツから帰国した3人が溶血性尿毒症症候群を発症して入院している。その後感染者は4人となっている。

### オーストリア
5月27日、北ドイツからの旅行客2人が感染しており入院したことが発表された。

### フランス
いずれもドイツに滞在していた10人の感染が報告されている。

### フィンランド
ドイツを訪れていた1人の感染が報告されている。

## 影響
5月26日、ハンブルク市の保健当局がスペイン産のキュウリが原因と発表したため、ドイツ、スウェーデン、デンマーク、ベルギー、ルクセンブルク、チェコ、ロシアでキュウリの輸入禁止措置がとられたほか、風評によりイタリア、オーストリア、フランスのキュウリの売り上げは激減した。パリではスペイン産だけでなくフランス産のキュウリもほとんど売れなくなり、1本あたり20ユーロセントだったキュウリの値段は5～7セントまで暴落した。
ロシアではEUからの輸入に代えてウクライナ、アゼルバイジャン、エジプト、トルコからの輸入拡大に乗り出している。これに対してドイツ、ポーランド、欧州委員会は抗議しているがウラジーミル・プーチン首相は「WTOの精神とやらのために、自国民を中毒させることはできない」と述べている。
生野菜を欧州から輸入していない中国も欧州からの輸入野菜に対する監視を強化する決定を下している。
中東でもサウジアラビア、レバノン、カタールがEU諸国からの野菜の輸入を一時禁止している。
アメリカン航空は6月5日、欧州発の全便で野菜サラダを機内食から外すと発表した。一方デルタ航空は機内食からサラダを外す考えはないことを明らかにしている。
日本でも6月7日、厚生労働省が輸入食品に対してこれまで実施してきたO157、O26の検査に加えてO104の検疫を実施する方針を決めた。
結局5月31日に誤りであるとの訂正がなされたが、スペインでは1週間で2億ユーロ（約234億円）の損失が出た。ホセ・ルイス・ロドリゲス・サパテーロスペイン首相やアルフレード・ルバルカバ副首相はドイツ保健当局に損害賠償を請求する意向を示した。スペイン農業協同組合によれば禁輸措置が中止されない場合、2億8700万ドルの損失、7万人の雇用が失われる恐れもあるという。アンゲラ・メルケルドイツ首相はEUが財政支援を行うと述べた。バレンシアではドイツ領事館前に300kgのキュウリをばらまく抗議行動を行う農民も現れた。
6月7日、EUは臨時農相理事会を開き、総額1億5000万ユーロ（約176億円）の支援を行う要請をしている。

## 原因
腸管出血性大腸菌O104の新種とされているが、感染源は今のところ明らかになっていない。
上記にあるように当初はスペイン産のキュウリが感染源とされたが、間もなく否定された。
その後、5月6日から8日に行われたハンブルクの港祭りやリューベック市内のレストランが原因ではないかという報道がされているがハンブルク市当局、レストラン店主はともに否定している。
6月5日にニーダーザクセン州政府はモヤシが感染源の可能性があると発表したが、6月6日時点ではO104は検出されていない。
事件発生後、複数の専門家から有機農法にはバクテリアが繁殖しやすいリスクがある、といった指摘がなされている。
7月5日、欧州食品安全庁(EFSA)はエジプトから輸入された「フェヌグリークという植物の種子（スプラウト）が感染源である可能性が高いと発表した。

## 治療法等
問題の病原菌は腸管凝集性大腸菌(EAEC)と腸管出血性大腸菌(EHEC)双方の特徴を有したもので抗生物質への耐性を持っており、治療が難しいと報道されている。重症者に対しては大量の血漿輸血が必要となっている。